# Pajala
Pajala ist ein Ort (tätort) in der nordschwedischen Provinz Norrbottens län und der historischen Provinz Norrbotten.
Der Hauptort der gleichnamigen Gemeinde liegt an der schwedisch-finnischen Grenze etwa 100 Kilometer nördlich des Polarkreises am Torne älv.
Sehenswürdigkeiten sind die Sonnenuhr, die Kirche und das Heim des Propstes und Botanikers Lars Levi Læstadius, der in Pajala begraben ist. Jedes Jahr wird im Juni der Pajala-Markt veranstaltet.
Einblicke in das Leben in Pajala in den 1960er und 1970er Jahren gibt der Roman Populärmusik aus Vittula von Mikael Niemi, der 2004 unter demselben Titel verfilmt worden ist.

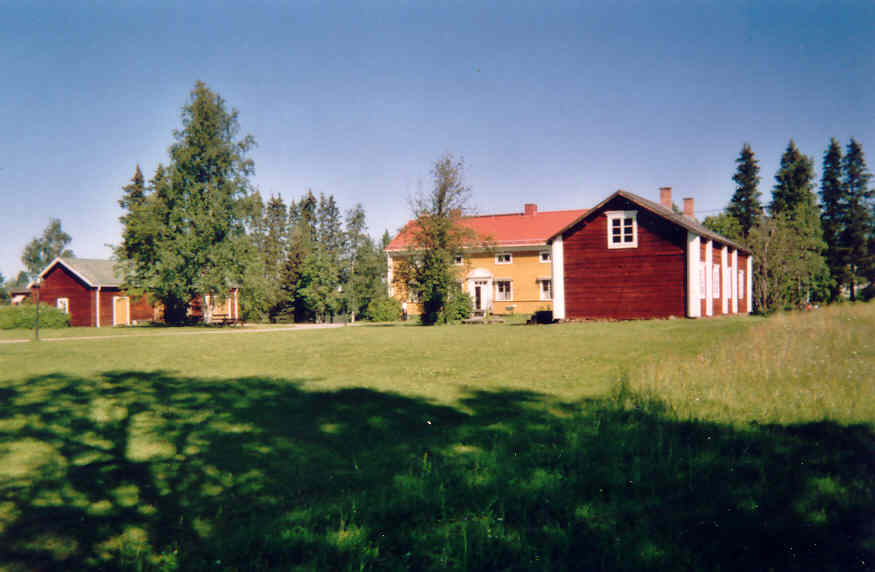
Pfarrhaus
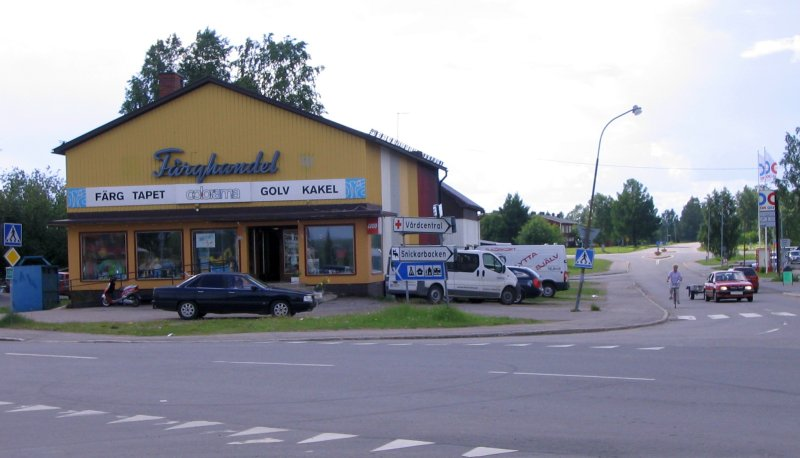
Zentrum
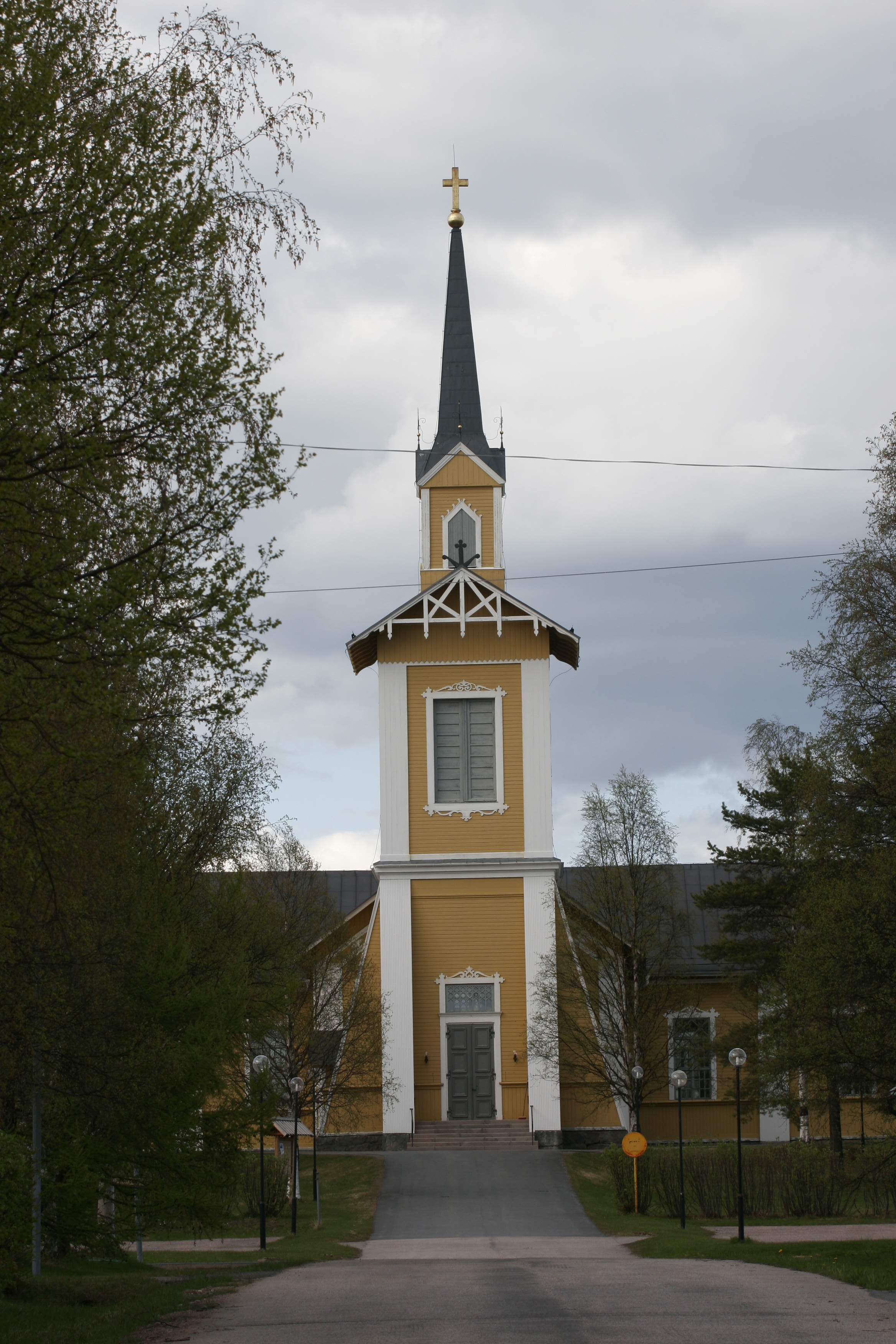
Kirche

## Bekannte Personen
- Lars Levi Læstadius (1800–1861), Geistlicher
- Gösta Montell (1899–1975), Ethnograph
- Mikael Niemi (* 1959), Schriftsteller
- Johan Tornberg (* 1973), Eishockeyspieler